# Søren Årstad
Søren Tobias Årstad, född 2 juni 1861 i Stavanger, död 11 januari 1928, var en norsk politiker och ämbetsman.
Årstad blev 1884 sakförare i sin födelsestad, där han även invaldes i kommunstyrelsen och blev dess ordförande. Han tillhörde Stortinget 1898–1900 (ordförande i konstitutionskommittén). Då Johannes Steens ministär ombildades utnämndes han den 6 november 1900 till statsråd. Han avgick den 21 oktober 1903 med Otto Blehrs regering och utnämndes samma år till sorenskriver i Ryfylke. 